# مجلة المكتبات والمعلومات العربية
مجلة المكتبات والمعلومات العربية، إحدى المجلات العلمية المحكمة الصادرة في المملكة العربية السعودية.

## أهدافها
- نشر أجود البحوث والدراسات العربية ذات الأهمية والحداثة والاتصال بالتخصص إضافة إلى بعض الإسهامات باللغة الإنجليزية، سواء لكتّاب عرب أو غيرهم بما يتفق مع نهج المجلة وتوجهها.
- الاهتمام بالقضايا والنظم والتجمعات المهنية الجارية وتقديم تقارير حولها.
- العناية بالكتب العربية ذات الصلة بالتخصص من خلال عرضها وتحليلها.[1]

## اهتماماتها الموضوعية
- مجال المكتبات والمعلومات إلى جانب التركيز على تقنية المعلومات واستخداماتها في حقول المعلومات.
- نشر بعض الإسهامات البحثية في مجال الأرشيف والوثائق؛ بسبب قلة المجلات المتخصصة في هذا الفرع.[2]

## شروط النشر
- عرض البحوث المقدمة للنشر في المجلة على لجنة التحكيم العلمي.
- تقديم الباحث لملخص حول بحثه في حدود 100 كلمة.
- أصول البحوث المقدمة للمجلة لا ترد ولا تسترجع في حال النشر أو عدمه.
- تخضع البحوث المقدمة لتنسيق وترتيب فني معين داخل العدد مهما بلغت مكانة الكاتب.[3]

## مهام الهيئة الاستشارية
- استقبال مساهمات الباحثين ومراسلتهم إن استلزم الأمر.
- ترتيب مساهمات الباحثين فنيًا بحيث تكون الإفادة منها بما يخص كل عدد مع بعض الاستثناءات ومن ثم تجهيز العدد للطباعة والمراجعة الأخيرة.[4]